# Mallory Swanson
Mallory Diane Pugh, coniugata Swanson (Highlands Ranch, 29 aprile 1998), è una calciatrice statunitense, attaccante del Chicago Stars e della nazionale statunitense.

## Biografia

### Calcio universitario
Nata a Littleton (Colorado), è figlia del calciatore Horace Pugh e della lunghista Karen Lavinia, dai quali fu cresciuta ad Highlands Ranch con la sorella maggiore Brianna, anch'ella calciatrice professionista e grazie alla quale cominciò a praticare il calcio all'età di quattro anni, entrando nelle giovanili del Real Colorado, squadra dell'Elite Clubs National League; durante i suoi primi anni di militanza nel club aiutò i Real Colorado alla conquista di due titoli nazionali e due finali di Coppa tra il 2010 e il 2014. A livello individuale, Pugh vinse nel 2012 con l'Under-16 il premio di Most Valuable Player, in virtù di 47 gol segnati e 23 assist forniti.
Il 14 luglio 2016, dopo aver terminato gli studi alla Mountain High School, Pugh decise di rinviare la propria iscrizione all'Università della California di Los Angeles per partecipare alle Olimpiadi di Rio e al campionato del mondo Under-20.

### Club
Dopo molte speculazioni sulla sua destinazione quando è diventata professionista, Swanson è stata ufficialmente presentata come nuovo acquisto dal Washington Spirit il 13 maggio 2017. A disposizione del tecnico James Gabarra ha fatto il suo debutto da professionista, in National Women's Soccer League (NWSL) per gli Spirit il 20 maggio 2017, alla 6ª giornata dell'edizione 2017, rilevando Arielle Ship al 54' dell'incontro casalingo perso 1-0 con i Chicago Red Stars. Swanson ha registrato la sua prima doppietta da professionista più avanti nella stagione, il 30 settembre 2017, contro i Seattle Reign, dove è diventata anche la prima teenager nella storia della NWSL a segnare più gol in una singola partita di regular-season. Swanson ha segnato 6 gol nella sua stagione da rookie ed è stata nominata finalista per la NWSL Rookie of the Year.
Swanson è rimasta con gli Spirit anche per la stagione 2018. Il 27 maggio, durante la trasferta con lo Houston Dash persa poi 3-2, dopo essere entrata nel secondo tempo e aver fallito il rigore che avrebbe accorciato lo svantaggio dopo essere stata atterrata in area, durante il gioco ha subito una distorsione del legamento crociato posteriore al ginocchio destro che l'ha costretta a saltare 8 partite, per poi tornare in campo il 5 agosto contro i Seattle Reign.

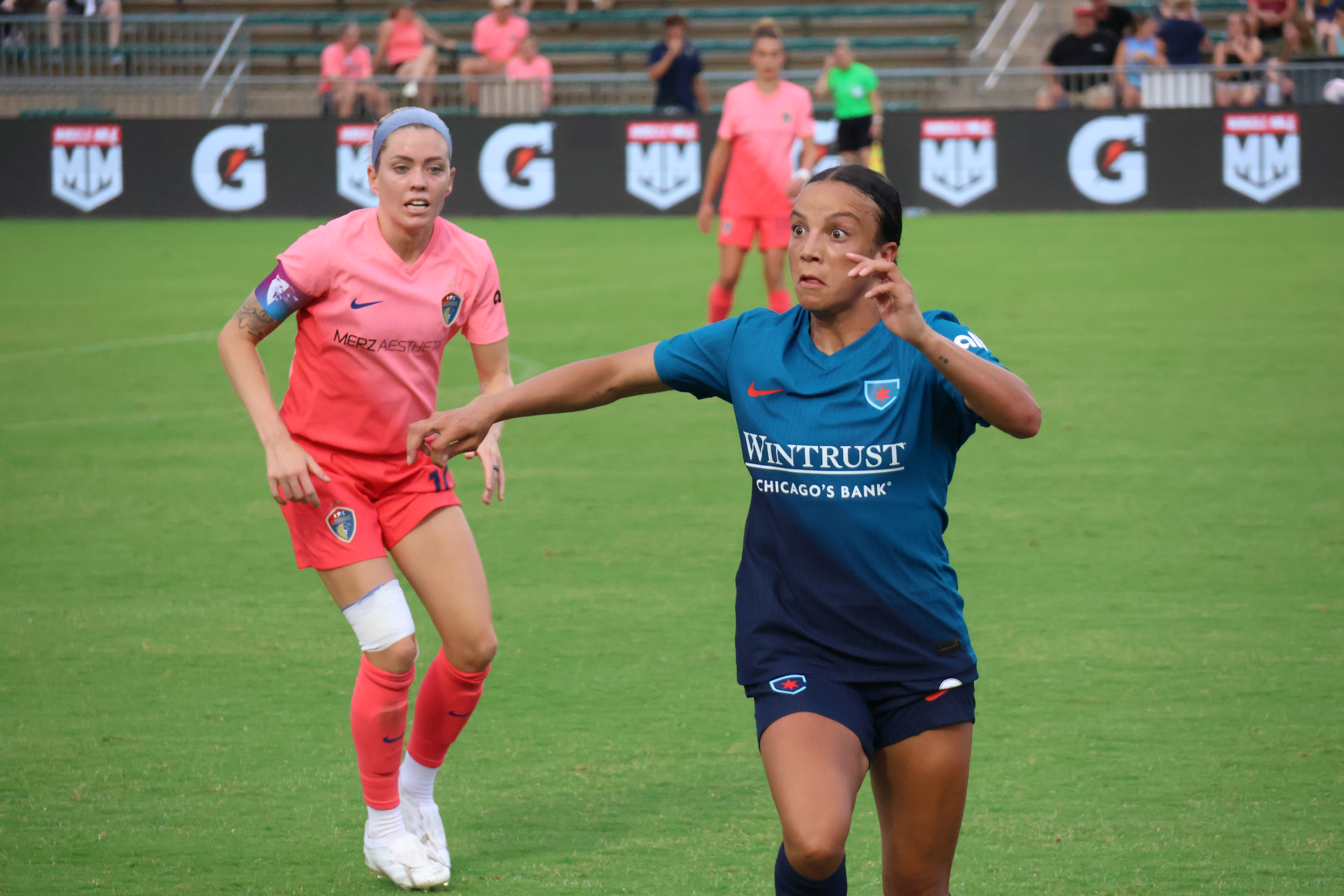
Swanson, a destra, assieme a Denise O'Sullivan in un'azione di gioco con il North Carolina Courage nel giugno 2024.

Il 16 gennaio 2020, in occasione del NWSL College Draft 2020, gli Spirit cedono Pugh allo Sky Blue in cambio di quattro scelte al draft. Debutta con lo Sky Blue il 5 settembre 2020, in una partita della NWSL Fall Series, torneo ritardato e modificato nella sua formula per arginare la diffusione della pandemia di COVID-19 negli Stati Uniti d'America, contro la sua vecchia squadra, i Washington Spirit, entrando in campo al 61' in sostituzione di Dominique Richardson e risultando determinante nel successo per 2-1 fornendo l'assist a Margaret Purce per il gol che determina la vittoria della sua squadra nei tempi supplementari.
Nel dicembre 2020, lo Sky Blue ha ceduto Pugh e Sarah Woldmoe alle Chicago Red Stars in cambio della quarta e dell'ottava scelta assoluta nel Draft NWSL 2021, di una scelta condizionata al primo turno nel Draft NWSL 2022 e di un posto nella rosa internazionale per il biennio 2021-2022. Pugh ha debuttato nella NWSL Challenge Cup 2021, esordendo nella partita della squadra contro il Kansas City Current. La prima stagione con la nuova squadra si rivela molto positiva, venendo votata al secondo posto come miglior giocatrice della NWSL dietro a Jessica Fishlock dell'OL Reign.
Il 18 febbraio 2023 Dansby Swanson, giocatore di baseball che aveva sposato Pugh il precedente dicembre, ha fatto notare che la NWSL avrebbe facilitato uno scambio di Mallory (ora) Swanson con un'altra squadra se i Chicago Cubs non lo avessero messo sotto contratto. Dopo aver saltato la maggior parte della stagione NWSL 2023 a causa dell'infortunio al ginocchio subito durante l'amichevole tra la nazionale statunitense e il Irlanda dell'aprile 2023, Swanson è tornata per l'inizio della stagione NWSL 2024 ed è partita titolare nell'esordio stagionale contro gli Utah Royals il 16 marzo 2024. ha segnato il suo primo gol dopo l'infortunio nel corso del mese, il 29 marzo 2024, quello che ha riportato sulla parità l'incontro terminato poi sull'1-1 con l'Orlando Pride.
Il 4 settembre 2024, viene inserita nella lista delle trenta candidate al Pallone d'Oro femminile.

### Nazionale
Il 10 agosto 2024, in occasione della sua centesima presenza con la nazionale maggiore statunitense, Swanson segna la rete della vittoria per 1-0 contro il Brasile nella finale del torneo femminile di calcio ai Giochi olimpici di Parigi, consentendo alla formazione americana di vincere la medaglia d'oro.

## Statistiche

### Cronologia presenze e reti in nazionale
| Cronologia completa delle presenze e delle reti in nazionale ― Stati Uniti | Cronologia completa delle presenze e delle reti in nazionale ― Stati Uniti | Cronologia completa delle presenze e delle reti in nazionale ― Stati Uniti | Cronologia completa delle presenze e delle reti in nazionale ― Stati Uniti | Cronologia completa delle presenze e delle reti in nazionale ― Stati Uniti | Cronologia completa delle presenze e delle reti in nazionale ― Stati Uniti | Cronologia completa delle presenze e delle reti in nazionale ― Stati Uniti | Cronologia completa delle presenze e delle reti in nazionale ― Stati Uniti |
| Data                                                                       | Città                                                                      | In casa                                                                    | Risultato                                                                  | Ospiti                                                                     | Competizione                                                               | Reti                                                                       | Note                                                                       |
| -------------------------------------------------------------------------- | -------------------------------------------------------------------------- | -------------------------------------------------------------------------- | -------------------------------------------------------------------------- | -------------------------------------------------------------------------- | -------------------------------------------------------------------------- | -------------------------------------------------------------------------- | -------------------------------------------------------------------------- |
| 22-1-2018                                                                  | Phoenix                                                                    | Stati Uniti                                                                | 5 – 1                                                                      | Danimarca                                                                  | Amichevole                                                                 | 2                                                                          | 70’                                                                        |
| 27-2-2018                                                                  | Seattle                                                                    | Stati Uniti                                                                | 1 – 0                                                                      | Germania                                                                   | Amichevole                                                                 | -                                                                          | 90+1’                                                                      |
| 2-3-2018                                                                   | Chicago                                                                    | Stati Uniti                                                                | 1 – 1                                                                      | Francia                                                                    | Amichevole                                                                 | 1                                                                          | 73’                                                                        |
| 6-3-2018                                                                   | Landover                                                                   | Stati Uniti                                                                | 1 – 0                                                                      | Inghilterra                                                                | Amichevole                                                                 | -                                                                          | 90+2’                                                                      |
| 5-4-2018                                                                   | Newark                                                                     | Stati Uniti                                                                | 4 – 1                                                                      | Scozia                                                                     | Amichevole                                                                 | 1                                                                          | 76’                                                                        |
| 8-4-2018                                                                   | Filadelfia                                                                 | Stati Uniti                                                                | 6 – 2                                                                      | Messico                                                                    | Amichevole                                                                 | 1                                                                          | 59’                                                                        |
| 1-10-2018                                                                  | Oakland                                                                    | Stati Uniti                                                                | 6 – 0                                                                      | Panama                                                                     | Qual. Mondiali 2019                                                        | -                                                                          | 78’                                                                        |
| 6-10-2018                                                                  | San José                                                                   | Costa Rica                                                                 | 0 – 5                                                                      | Stati Uniti                                                                | Qual. Mondiali 2019                                                        | -                                                                          |                                                                            |
| 11-10-2018                                                                 | Port of Spain                                                              | Trinidad e Tobago                                                          | 0 – 7                                                                      | Stati Uniti                                                                | Qual. Mondiali 2019                                                        | -                                                                          | 71’                                                                        |
| 16-10-2018                                                                 | Detroit                                                                    | Canada                                                                     | 0 – 2                                                                      | Stati Uniti                                                                | Qual. Mondiali 2019                                                        | -                                                                          | 90+2’                                                                      |
| 20-1-2019                                                                  | Bordeaux                                                                   | Francia                                                                    | 3 – 1                                                                      | Stati Uniti                                                                | Amichevole                                                                 | 1                                                                          |                                                                            |
| 22-1-2019                                                                  | Alicante                                                                   | Spagna                                                                     | 0 – 1                                                                      | Stati Uniti                                                                | Amichevole                                                                 | -                                                                          | 46’                                                                        |
| 28-2-2019                                                                  | Chester                                                                    | Stati Uniti                                                                | 2 – 2                                                                      | Germania                                                                   | Amichevole                                                                 | -                                                                          | 76’                                                                        |
| 2-3-2019                                                                   | Nashville                                                                  | Stati Uniti                                                                | 2 – 2                                                                      | Inghilterra                                                                | Amichevole                                                                 | -                                                                          | 54’                                                                        |
| 6-3-2019                                                                   | Tampa                                                                      | Stati Uniti                                                                | 1 – 0                                                                      | Brasile                                                                    | Amichevole                                                                 | -                                                                          | 46’                                                                        |
| 5-4-2019                                                                   | Commerce City                                                              | Stati Uniti                                                                | 5 – 3                                                                      | Australia                                                                  | Amichevole                                                                 | 2                                                                          | 65’                                                                        |
| 8-4-2019                                                                   | Los Angeles                                                                | Stati Uniti                                                                | 6 – 0                                                                      | Belgio                                                                     | Amichevole                                                                 | -                                                                          | 61’                                                                        |
| 12-5-2019                                                                  | Santa Clara                                                                | Stati Uniti                                                                | 3 – 0                                                                      | Sudafrica                                                                  | Amichevole                                                                 | -                                                                          | 77’                                                                        |
| 17-5-2019                                                                  | Orlando                                                                    | Stati Uniti                                                                | 5 – 0                                                                      | Nuova Zelanda                                                              | Amichevole                                                                 | -                                                                          | 72’                                                                        |
| 26-5-2019                                                                  | Houston                                                                    | Stati Uniti                                                                | 3 – 0                                                                      | Messico                                                                    | Amichevole                                                                 | 1                                                                          | 46’                                                                        |
| 11-6-2019                                                                  | Reims                                                                      | Stati Uniti                                                                | 13 – 0                                                                     | Thailandia                                                                 | Mondiali 2019 - 1º turno                                                   | 1                                                                          | 70’                                                                        |
| 16-6-2019                                                                  | Parigi                                                                     | Stati Uniti                                                                | 3 – 0                                                                      | Cile                                                                       | Mondiali 2019 - 1º turno                                                   | -                                                                          |                                                                            |
| 20-6-2019                                                                  | Le Havre                                                                   | Svezia                                                                     | 1 – 2                                                                      | Stati Uniti                                                                | Mondiali 2019 - 1º turno                                                   | -                                                                          | 83’                                                                        |
| 12-3-2020                                                                  | Baltimora                                                                  | Stati Uniti                                                                | 3 – 1                                                                      | Giappone                                                                   | Amichevole                                                                 | -                                                                          | 61’                                                                        |
| 17-9-2021                                                                  | Cincinnati                                                                 | Stati Uniti                                                                | 9 – 0                                                                      | Ecuador                                                                    | Amichevole                                                                 | -                                                                          | 60’                                                                        |
| 22-9-2021                                                                  | New York                                                                   | Stati Uniti                                                                | 8 – 0                                                                      | Paraguay                                                                   | Amichevole                                                                 | -                                                                          | 62’                                                                        |
| 23-10-2021                                                                 | Kansas City                                                                | Stati Uniti                                                                | 0 – 0                                                                      | Corea del Sud                                                              | Amichevole                                                                 | -                                                                          | 46’                                                                        |
| 27-10-2021                                                                 | Saint Paul                                                                 | Stati Uniti                                                                | 6 – 0                                                                      | Corea del Sud                                                              | Amichevole                                                                 | -                                                                          | 54’                                                                        |
| 18-2-2022                                                                  | Pasadena                                                                   | Stati Uniti                                                                | 0 – 0                                                                      | Rep. Ceca                                                                  | Amichevole                                                                 | -                                                                          | 61’                                                                        |
| 20-2-2022                                                                  | Fort Worth                                                                 | Stati Uniti                                                                | 5 – 0                                                                      | Nuova Zelanda                                                              | Amichevole                                                                 | 1                                                                          | 67’                                                                        |
| 24-2-2022                                                                  | Dallas                                                                     | Stati Uniti                                                                | 5 – 1                                                                      | Islanda                                                                    | Amichevole                                                                 | 2                                                                          | 80’                                                                        |
| 9-4-2022                                                                   | Columbus                                                                   | Stati Uniti                                                                | 9 – 1                                                                      | Thailandia                                                                 | Amichevole                                                                 | 1                                                                          |                                                                            |
| 13-4-2022                                                                  | Harrison                                                                   | Stati Uniti                                                                | 9 – 0                                                                      | Uzbekistan                                                                 | Amichevole                                                                 | 1                                                                          | 46’                                                                        |
| Totale                                                                     |                                                                            | Presenze                                                                   | 33                                                                         |                                                                            | Reti                                                                       | 15                                                                         |                                                                            |

## Palmarès

### Nazionale
- Oro olimpico: 1

Parigi 2024
- Campionato mondiale: 1

Francia 2019
- SheBelieves Cup: 7

2016, 2018, 2020, 2021, 2022, 2023, 2024

### Individuale
- U.S. Soccer Athlete of the Year: 1

Miglior giovane: 2015
- Capocannoniere della SheBelieves Cup: 2

2022 (3 reti), 2023 (4 reti)